# 体感治安
体感治安（たいかんちあん）とは、人々が感覚的・主観的に感じている治安の情勢をいう。定量的に統計上の客観的な数字（犯罪認知件数や検挙率など）で表される治安である「指数治安」とは異なる。
「体感治安」「指数治安」は共に、警察用語である。警察庁においては、人心の安寧を図るために「指数治安」とは別に「体感治安」が重要視されており、「刑法犯認知件数」や「前年からの変動」と言った指標からは捉えられない国民の治安に関する認識を把握するため、定期的にアンケート調査などを実施している。
2022年（令和4年）現在の警察庁では、まず「重要犯罪（殺人、強盗、放火、強制性交等、強制わいせつ、略取誘拐）の認知件数」が体感治安に影響すると考えており、また、令和4年10月に行った「治安に関するアンケート調査」の結果から、「無差別殺傷事件」「オレオレ詐欺等の詐欺」「児童虐待」及び「サイバー犯罪」が体感治安に影響すると認識している。

## 歴史
「体感治安」の概念が日本で紹介されたのは1994年、城内康光警察庁長官（1994年当時）の論説「ボーダーレス時代における我が国の犯罪の傾向と対策」においてである。城内は韓国の元警察庁長官で後に国会議員となった人物から「指数治安」「体感治安」という言葉を聞き、「大変おもしろいと思った」ので警察内部に紹介し、「人心を安んずる」ように各都道府県警察本部長に通達した。1994年当時は刑法犯の認知件数が180万件を超え、戦後最多となっていたが、「犯罪件数等の数字」よりも「むしろ国民が心で不安を感じているかどうかが一番大事なこと」だと城内は考えた。犯罪の広域化、国際化などの「ボーダーレス化」は、1992年（平成4年）度の警察白書において初めて認識されたものであるが、当時の警察はボーダーレス時代への対応が急務となっていた。
その後、同年に城内の後を受けて第16代警察庁長官に就任した國松孝次時代より、警察の文書に「体感治安」という用語が頻出するようになる。
総理府が毎年行っている世論調査によると、「日本の国や国民について誇りに思うこと」に関して「治安の良さ」が1993年（平成5年）までダントツ1位だったが、1994年（平成6年）には2位に肉薄されるところまで下がり、1995年（平成7年）にはとうとう4位に転落した。その理由として、当時の警察庁の幹部は、当時相次いで発生していた凶悪事件を挙げている。一方で、同時期には「警察の捜査活動に係る不適切事案」が何件か発生していたため、警察には危機感があった。当時八王子スーパー強盗殺人事件や國松長官狙撃事件などの捜査を指揮していた井上幸彦警視総監も、1996年1月の年頭訓示において、「都民心情を察した素早い対応」すなわち「クイックリスポンス」によって体感治安を高めるように全職員に通達するなど、警察内部に「体感治安」の考えがいきわたった。
当時の警察が重視していた当時の重大事件としては、例えば城内長官は前記の論説において、1994年1月に逮捕された広域犯罪の大阪愛犬家連続殺人事件や、1993年11月に日暮里駅で起きた外国人犯罪の韓国人暴力すりグループ事件などを挙げている。また1995年にはカルト教団が起こした松本サリン事件・地下鉄サリン事件や、少年犯罪の神戸連続児童殺傷事件などの重大事件が起き、マスコミでも大きく報道された。
刑法犯認知件数は、昭和23年・24年の約160万件をピークとして減少しつつあったが、1973年（昭和48年）の約119万件を境に増加に転じた。1996年（平成8年）以降は毎年戦後最多を更新し続け、2002年（平成14年）には約285万件まで増加した。これを受け、警察庁は2003年（平成15年）8月に「緊急治安対策プログラム」を策定。また、日本国の全閣僚を構成員とする犯罪対策閣僚会議は、2003年12月に「犯罪に強い社会の実現のための行動計画」（「行動計画2003」）を策定した。「行動計画2003」の序文『「犯罪に強い社会の実現のための行動計画」策定に当たって』においても、体感治安の悪化が問題視されていた。
これらの政策より、その後の5か年で治安状況は着実に改善したが、依然として客観的な治安状況は戦後の安定期には及ばず、また、振り込め詐欺の多発、凶悪な事件の相次ぐ発生等により、国民の体感治安は依然として改善しなかった。そのため犯罪対策閣僚会議は、2008年に（平成20年）12月に開催された第12回犯罪対策閣僚会議において、新たに「犯罪に強い社会の実現のための行動計画2008」（「行動計画2008」）を策定。
「行動計画2008」に基づく施策の推進の結果、日本国の治安は一定の改善がみられたものの、新たに増加しつつあるサイバー犯罪・サイバー攻撃、国際テロや組織犯罪などに対応するため、2020年オリンピック・パラリンピック東京大会を見据えて、2013年（平成25年）12月の第20回犯罪対策閣僚会議において『「世界一安全な日本」創造戦略』を閣議決定。
これらの取り組みにより、2015年（平成27年）には犯罪認知件数が戦後最少となり、それから2021年（令和3年）まで戦後最少を更新し続けた。2021年の刑法犯認知件数は戦後最多時の約5分の1となり、世論調査でも8割超の国民が日本の治安の良さを評価したと一定の成果を上げた。しかし、「治安が悪化している」との声も依然として相当数存在することから、2022年（令和4年）には『「世界一安全な日本」創造戦略2022』が閣議決定された。

## 「指数治安」との乖離
日本国の殺人の認知件数は、1954年（昭和29年）の3,081件をピークとして減少傾向にあり、2016年（平成28年）には戦後最少となる895件を記録し、その後は横ばい傾向にある。世界的に見ても低い水準にあり、例えば2000年（平成12年）の日本における10万人あたりの故意殺人事件の発生率は0.5で、71国の中では低い順に3位である（詳細は日本の犯罪と治安#世界の諸国との犯罪発生率の比較を参照のこと）。検挙率は、例年90％を超える高い水準にあり、例えば2019年（令和元年）は99.5％である。警察は粘り強く捜査を続け、前年以前に認知された事件を検挙することにより、検挙率が100％を超える年もある。
重要犯罪（殺人、強盗、放火、強制性交等、強制わいせつ、略取誘拐）の認知件数も、2003年（平成15年）の2万3,971件をピークとして減少傾向にあり、2021年（令和3年）現在は8,823件である。検挙率は9割を超える水準にある。
また、刑法犯認知件数は、2002年（平成14年）の約285万件をピークとして、それ以後は減少している。「行動計画2008」では「良好な治安」として、昭和の治安が良い時期の刑法犯認知件数である「年間140万件」を目標として掲げたが、これは2012年に下回り、2015年（平成27年）から2021年までは戦後最少を更新し続けた。コロナ禍のピークである2021年の56.8万件を底として、2022年より増加傾向にあるものの、依然として「年間140万件」という基準を大きく下回る水準にある。
刑法犯の検挙率は、2001年（平成13年）の19.8％が底で、その後は上昇傾向にあり、令和2年現在は46.6%である。
にもかかわらず、2022年現在、犯罪が急増しているとの錯誤・印象を持つ日本人が多数であることを、いくつかの調査は示唆している（後述）。例えば2022年（令和４年）の内閣府による「治安に関する世論調査」によると、この時期は日本の犯罪認知件数が戦後最少を更新し続けていた時期であるにもかかわらず、ここ10年で日本の治安が「悪くなったと思う」が54.5%であり、「よくなったと思う」の44.0%を上回っていた。このように、人々が治安状況に対して感じる印象は、法務省の犯罪白書が統計・示唆するものと全く合致しない。

## 体感治安と犯罪不安
体感治安という語はマスメディアや行政文書で多く使われるが、類似した言葉として社会学などの分野では犯罪不安という術語が使われており、両者はしばしば互換的に用いられている。一般に、体感治安は日本全体や居住地域の治安を以前と比較してどう評価するかを尋ねて測定するが、犯罪不安は個人や同居家族が犯罪被害に巻き込まれる不安を感じるかどうかを尋ねて測定される。犯罪不安は自己評価によって自身と関係しそうなリスクを知覚するものだが、体感治安は自身とは無関係に外界を評価する調査であり、犯罪不安研究では両者の知覚プロセスは異なるとされている。

## 現状認識に関する議論
世論がどのように治安状況を認識していたかについては次のような調査報告がある。
- 内閣府の「治安に関する世論調査」（2004年7月実施）[13]では、ここ10年で自分や身近な人が犯罪に遭うかもしれないと不安になることは多くなったと思うか聞いたところ、「多くなったと思う」とする者の割合が80.2%（「多くなったと思う」33.0%＋「どちらかといえば多くなったと思う」47.3%）と報告している。
- 内閣府の「社会意識に関する世論調査」（2006年2月実施）[14]では、現在の日本の状況について悪い方向に向かっていると思うのはどのような分野か聞いたところ、「治安」を挙げた者の割合が38.3％と最も高かったと報告している。
- 体感治安なる用語に直接的に言及した調査・研究の発表例としては、野村総合研究所が発表した「性犯罪者の前歴情報を一般にも公表すべきという声が45.9% 〜治安に関する生活者の意識調査の結果、9割の体感治安は悪化〜[15]」などがある。インターネットアンケート調査によって行われたこの調査報告では回答者の9割近い人の体感治安が悪化しているとしている。

『産経新聞』は体感治安の悪化とその改善の必要性を主張した。一方で、
- 犯罪科学者の浜井浩一は、体感治安が悪化しているとの主張には統計学的な根拠が乏しく、「信仰」にすぎないと批判している[17]。
- 社会学者の佐藤卓己は、体感治安の悪化はマスコミの犯罪報道の影響により、自分自身が犯罪被害者となる可能性を大きく見積もってしまうことによると指摘している[18]。
- 防犯パトロールカーなどが「空き巣狙いが増えています、外出の際は戸締りを」と広報して回る事で“事件が増えている”と住民も刷り込まれてしまっている。

## 行動計画2003
2003年（平成15年）、第1次小泉第2次改造内閣は「国民の『安全』と『安心』の確保」を基本方針の一つに掲げた。その上で、「世界一安全な国、日本の復活を目指し、関係推進本部及び関係行政機関の緊密な連携を確保するとともに、有効適切な対策を総合的かつ積極的に推進する」ことを目的として、「犯罪対策閣僚会議」の開催を決定した。また内閣総理大臣・小泉純一郎も国会の所信表明演説で、「国民の安全と安心の確保は政府の基本的な責務だ、『世界一安全な国、日本』の復活を実現します」と表明している。